# Lato Side
Lato Side è stata una casa editrice italiana attiva tra il 1978 e il 1983.

## Storia della casa editrice
Venne fondata nel 1978  da Luigi Granetto che curò le edizioni di libri di autori di poesia (Pier Paolo Pasolini, Hermann Hesse, Federico García Lorca), di musica leggera, di tradizioni popolari (Alfonso Maria di Nola, Roberto De Simone), e di cinema; pubblicò inoltre libri di argomento musicale. 
La sede della casa editrice era in via Dardanelli 31 a Roma.
Prima di diventare una casa editrice fu una rivista quattordicinale "di musica, poesia e arte" in formato manifesto, prodotta tra il 1976 e il 1977 da Anteditore diretta da Michele Straniero.
Le sue pubblicazioni sono state citate in varie pubblicazioni riguardanti la musica leggera.
Tra i più noti: l'autobiografia di Claudio Baglioni, intitolata Il romanzo di un cantante,gli studi di Gianfranco Manfredi su Lucio Battisti ed Enzo Jannacci (ripubblicati nel 2004 in un unico volume dalla Coniglio editore), o ancora  e Vita e morte del brigante Bobini detto "Gnicche", opera di letteratura disegnata di Francesco Guccini.

## I volumi pubblicati
La pubblicazione dei volumi di Lato Side aveva cadenza quindicinnale (come riportato sul retro di copertina di ogni volume).
- L\S 01 - Luigi Granetto (a cura di), Fabrizio De André. Canzoni, 1978, pp. 128, lire 2500
- L\S 02 - Michele Straniero (a cura di), Francesco Guccini. Canzoni, 1978, pp. 128, lire 3000
- L\S 03 - Claudia Gallone, Il manuale di chitarra per imparare da soli a suonare, 1978, pp. 164, lire 3000
- L\S 04 - Michele L. Straniero, Giullari e Fo. Mistero bluff?, 1978, pp. 160, lire 3000
- L\S 05 - Giuseppe Vettori, Vaffanfulla! Parolacce e porcherie nei canti goliardici, 1978, pp 192, lire 3500
- L\S 06 - Claudio Baglioni con Michelangelo Romano (a cura di), Il romanzo di un cantante, 1978, pp. 160, lire 3000
- L\S 07 - Fabio Santini (a cura di), Eugenio Finardi. Canzoni, 1979, pp. 128, lire 2800
- L\S 08 - Gianfranco Manfredi, Lucio Battisti. Canzoni e spartiti, 1979, pp. 128, lire 3000
- L\S 09 - Roberto Vecchioni con Michelangelo Romano (a cura di), Canzoni e spartiti, 1979, pp. 160, lire 3000
- L\S 10 - Stefano Micocci, Lucio Dalla. Canzoni, 1979, pp. 144, lire 3000
- L\S 11 - Riccardo Piferi (a cura di), Giorgio Gaber. Canzoni e spettacoli, 1979, pp. 112, lire 2800
- L\S 12 - Bruna Dal Lago, Storie di magia. Errabonda cultura lunare fra le custodi del tempo promesso nelle valli ladine, 1979, pp. 160, lire 3500
- L\S 13 - Luigi Mingoni e Daria Greco, Il manuale di flauto. Per imparare da soli, 1979, pp. 144, lire 3500
- L\S 14 - Allen Ginsberg, Poesie  da cantare. Primi blues, 1979, pp. 160, lire 3500
- L\S 15 - Nanni Svampa, Canzoni e risate, 1979, pp. 160, lire 3500
- L\S 16 - Angelo Branduardi con Giampiero Comolli, Canzoni, 1979, pp. 192, lire 3500
- L\S 17 - Ernesto Assante, Bob Marley. Canzoni, 1979, pp. 160, lire 3500
- L\S 18 - Marina Morbiducci e Massimo Scarafoni (a cura di), Patti Smith. Canzoni, 1979, pp. 128, lire 3000
- L\S 19 - Roberto De Simone, Canti e tradizioni popolari in Campania, 1979, pp. 240, lire 4500
- L\S 20 - Alfonso Maria Di Nola, Vangeli apocrifi, 1979, pp. 240, lire 4000
- L\S 21 - Michelangelo Romano, Paolo Giaccio, Riccardo Piferi (a cura di), Francesco De Gregori. Un mito. [Dal leggendario Folkstudio alla gloria degli stadi la storia di un divo], 1980, pp. 112, lire 3000
- L\S 22 - Gianfranco Manfredi, Enzo Jannacci. Canzoni, 1980, pp. 136, lire 3500
- L\S 23 - Gianni Valle, Manuale di ballo, 1980, pp. 208, lire 4500
- L\S 24 - Jacques Prévert, Poesie, 1980, pp. 192, lire 3500
- L\S 25 - Pier Paolo Pasolini, Poesie e pagine ritrovate, 1980, pp. 224, lire 4000
- L\S 26 - Sonia Schoonejans, Fellini, 1980, pp. 224, lire 4500
- L\S 27 - Alfonso Maria Di Nola, Gesù segreto: ascesi e rivoluzione sessuale nel Cristianesimo nascente, 1980, pp. 224, lire 4000
- L\S 28 - Denis Huisman, Il manuale di psicologia, 1980, pp. 272, lire 5000
- L\S 29 - Ugo Liberatore e Jorge Hernandez Campos (a cura di), Canti Aztechi, 1980, pp. 168, lire 3800
- L\S 30 - Hermann Hesse, Poesie, 1980, pp. 176, lire 3800
- L\S 31 - Alfonso Maria Di Nola (a cura di), Canti erotici dei primitivi, 1980, pp. 194, lire 4000
- L\S 32 - Francesco Bianchi, Il manuale dell'Hi-Fi, 1980, pp. 416, lire 7000
- L\S 33 - Luigi Granetto, Michelangelo Romano e Giuseppe Vettori, Edoardo Bennato. Un mondo in canzonetta, 1980, pp. 128, lire 3000
- L\S 34 - Andrea D'Anna, Peter Tosh. Canzoni, 1980, pp. 112, lire 3500
- L\S 35 - Massimo Scarafoni e Marina Morbiducci, Stevie Wonder. Canzoni, 1980, pp. 272, lire 4500
- L\S 36 - Christian Roche e Alain Richard, Il manuale del marxismo a fumetti, 1980, pp. 240, lire 5000
- L\S 37 - Enrico De Angelis (a cura di), Piero Ciampi. Canzoni e poesie, 1980, pp. 160, lire 4000
- L\S 38 - Dario Salvatori, Jimi Hendrix, 1980, pp. 128, lire 3500
- L\S 39 - Umberto Fiori (a cura di), Donovan. Canzoni, 1980, pp. 126, lire 3500
- L\S 40 - Denis Huisman, Il manuale di filosofia, 1980, lire 5000
- L\S 41 - Massimo Scarafoni e Marina Morbiducci, Bob Dylan. Tutte le canzoni (1973-1980), 1980, pp. 252, lire 3900
- L\S 42 - Luciano Zeppegno, Il manuale di Verdi, 1980, lire 8000
- L\S 43 - Francesco Guccini e Francesco Rubino, Vita e morte del brigante Bobini detto "Gnicche", 1980, lire 2800
- L\S 44 - Daniele Alberino Capisani (a cura di), Paul Simon. Canzoni, 1980, pp. 156, lire 3800
- L\S 45 - Massimo Scarafoni e Daniele Alberino Capisani (a cura di), Rolling Stones. Un incontro a 33 giri con Mick Jagger e Keith Richards, 1980, pp. 92, lire 2800
- L\S 46 - Fabrizio Zampa, Riccardo Cocciante. Canzoni, 1980, pp. 96, lire 3000
- L\S 47 - Luigi Granetto e Daniele Alberino Capisani (a cura di), John Lennon. Canzoni e musica, 1981, pp. 140, lire 3500
- L\S 48 - Giorgio Lo Cascio, Antonello Venditti. Canzoni, 1981, pp. 122, lire 3500
- L\S 49 - Dario Salvatori, Bessie Smith, la regina del blues, 1981, pp. 96, lire 3500
- L\S 52 - Riccardo Piferi, Graziani Ron Kuzminac, 28 febbraio 1981, lire 3000
- L\S 57 - Pablo Neruda, Poesie e scritti in Italia, 1981, lire 3900
- L\S 58 - Gianfranco Manfredi, Adriano Celentano, 1981, pp. 124, lire 3500
- L\S 60 - Federico Garcia Lorca, Poesie e canzoni, 1981, pp. 130, lire 3900
- L\S 62 - Massimo Scarafoni e Marina Morbiducci, Joni Mitchell, 1981, pp. 120, lire 3500
- L\S 66 - Vincenzo Mollica, Francesco Guccini, 1981, pp. 138, lire 3800
- L\S 69 - Sergio D'Alesio, Crosby, Stills, Nash & Young, 1981, pp. 96, lire 3800
- L\S 70 - Silvia Guglielmi, Bee Gees, 1981, pp. 94, lire 3600
- L\S 71 - Giorgio Lo Cascio, Diventare cantautori, 1981, pp. 120, lire 3800
- L\S 72 - Vincenzo Mollica, Domenico Modugno, 1981, pp. 138, lire 3800
- L\S 73 - Gregory Corso, Poesie, 1981, pp. 136, lire 4500
- L\S 74 - Riccardo Piferi (a cura di), Premiata Forneria Marconi, 1981, pp. 92, lire 3800
- L\S 75 - Sergio D'Alesio (a cura di), Genesis, 1981, pp. 94, lire 3800
- L\S 76 - Dario Salvatori, Jim Morrison, 1981, pp. 92, lire 3800
- L\S 77 - Massimo Scarafoni, Elton John, 1981, pp. 92, lire 3800
- L\S 78 - Sergio D'Alesio, Bruce Springsteen, 1981, pp. 92, lire 3800
- L\S 79 - Lawrence Ferlinghetti, Poesie, 1981, pp. 124, lire 4000
- L\S 81 - Raffaele Ciccaleni, The Beatles, 1981, pp. 154, lire 5000
- L\S 83 - Clara Manfredi, Raoul Casadei: il liscio, 1981, pp. 152, lire 5000
- L\S 84 - Vincenzo Mollica, Renato Carosone, 1981, pp. 118, lire 3800
- L\S 85 - Gianfranco Manfredi, Mina, Milva, Vanoni e altre storie, 1981, pp. 124, lire 4500
- L\S 86 - Andrea Zanzotto, Filò e altre poesie, 1981, pp. 154, lire 5000
- L\S 88 - Michele L. Straniero (a cura di), Pierangelo Bertoli, 1981, pp. 158, lire 5000
- L\S 90 - Piero Cannizzaro (a cura di), Claudio Lolli, 1982, pp. 124, lire 4000
- L\S 92 - Aldo Fegatelli, Luigi Tenco. La storia, i testi inediti, 1982, pp. 174, lire 6000
- L\S 93 - Vincenzo Mollica e Sergio Secondiano Sacchi, Noi, i cantautori, 1982, pp. 154, lire 5000

### Collana Musicamerica
- LM 1 - Antonino Buratti, Com'è nato il rock, 1981, lire 7500
- LM 2 - Fabrizio Stramacci, New Orleans: alle origini del jazz, 1981, pp. 144 lire 7500
- LM 3 - Franco Fayenz, Il nuovo jazz degli anni '40, 1982, pp. 124
- LM 4 - Sergio D'Alesio, L'epopea del Country Rock, 1982, pp. 251, lire 12.000
- LM 5 - Mario Luzzi, Charles Mingus, 1983, pp. 200

### Collana Musicalibro
- ML 1 - Sergio D'Alesio, The Police, 1982, pp. 124, lire 7000
- ML 2 - Vincenzo Mollica (a cura di), Le canzoni di Paolo Conte, illustrazioni di Hugo Pratt, 1982, pp. 104
- ML 3 - Sergio D'Alesio, David Bowie, 1982, pp. 137
- ML 4 - Nicola Sisto, C'era una volta il beat, 1982, pp. 140, lire 9000
- ML 5 - Mario De Luigi, L'industria discografica in Italia, 1982, pp. 104, lire 9000
- ML 6 - Federico Ballanti, Led Zeppelin, 1982, pp. 173
- ML 7 - Giandomenico Curi, The Who, 1982, pp. 176, lire 9000
- ML 8 - Gianfranco Manfredi, La strage delle innocenti: Pavone, Caselli, Cinquetti, Pravo, 1982, pp. 142, lire 9000
- ML 9 - Vincenzo Mollica (a cura di), Totò, 1982, 173 pp.
- ML 10 - Sergio D'Alesio, Jackson Browne, 1982, pp. 110, lire 8000
- ML 11 - Vincenzo Mollica, Sergio Endrigo, 1982, pp. 128, lire 8000
- ML 12 - Clara e Gianfranco Manfredi, Piange il grammofono. La canzone feuilleton dal primo Novecento ai giorni nostri, 1982, pp. 186, lire 9000
- ML 13 - Claudia Gallone, Il manuale di chitarra rock, 1982, 170 pp.
- ML 14 - Vincenzo Mollica e Marco Giovannini, Marilyn, 1982, pp. 192, lire 10000
- ML 15 - Giancarlo Susanna, Neil Young, 1982, pp. 158, lire 9000
- ML 18 - Federico Ballanti, Eric Clapton, 1982, pp. 142

Hanno cooperato come illustratori dei libri della casa editrice e delle sue copertine Emanuele Luzzati, Guido Crepax, Andrea Pazienza, Hugo Pratt e Milo Manara.